# 정유정 (성우)
정유정(1991년 3월 27일 ~ )은 대한민국의 성우로, 투니버스 성우극회 공채 9기로 입사했다.

## 출연작

### 애니메이션(투니버스)
- 그윈로니
- 내 마음은 무지 - 튜브
- 베이블레이드 버스트 진검 - 로니 (그윈)
- 런닝맨 - 아콩, 로열 가드
- 요괴워치 - 불노아씨, 판다스네이크
- 짱구는 못말려 - 근육통
- 짱구는 못말려 X파일
- 외계인이 나타났다 오노!
- 괴도키드 1412
- 봉쥬르 사랑맛 파티스리 - 멜로
- 해적왕 뉴트
- 뱅글뱅글 사랑뉴트
- 원피스 스페셜 : 3D2Y
- 원피스 - 페로나, 마가렛, 슈거
- 12살 조연
- 사이드킥 - 키티 코, 맨디 엄마
- 베이블레이드 버스트 - 로이, 소정, 어린 샤카, 이강, 두영
- 나루토 - 어린 야마토, 코쿠오, 어린 츠나데(질풍전 8기)
- 신비아파트 - 철궁이, 가은 엄마
- 신비아파트: 고스트볼의 비밀 - 태연, 벽수귀, 무면귀, 치돈귀
- 신비아파트: 고스트볼X의 탄생 - 시두스, 손각시
- 신비아파트 고스트볼 더블X: 6개의 예언 - 지은
- 카드캡터 체리(투니버스) - 유체리 카드캡터 사쿠라 키노모토 사쿠라
- 아이 엠 스타! - 하늘
- 안녕! 보노보노 - 홰내기, 오소리
- 포켓몬스터 썬&문 - 아세로라
- 포켓몬스터 W - 멀티플
- 포켓몬스터(투니버스) - 올라
- 조조조 좀비군(조조좀비) - 닌자좀비, 천사좀비
- 뱀파이어 소녀 달자 - 허동구
- 도깨비언덕에 왜 왔니? - 무녀
- 토마스와 친구들: 함께 달리자! - 토마스
- 레인보우 루비 - 엄마, 나리
- 출동! 애니멀 레스큐(KBS) - 진
- 캐치! 티니핑(KBS) - 코자핑
- 꼬마공룡 크앙 - 그리니, 지니
- 크앙과 게임해요 - 그리니, 지니
- 슈퍼트론 - 강찬어머니, 윤호, 테리
- 닌타마 란타로 24기(KBS 키즈) - 키리마루
- 라이즈맨 - 바바라
- 어그레츠코: 회사는 열바다 - 레츠코
- 라푼젤 시리즈 (디즈니 채널) - 칼리오페
- 101 달마시안 스트리트 (디즈니 채널) - 돌리 달마시안
- 기기괴괴 성형수 - 코디
- 리루리루 페어리루(디즈니 채널, 디즈니 주니어) - 피치
- 에그엔젤 코코밍(디즈니 채널) - 조빛나
- SPY×FAMILY(애니플러스) - 다미안 데스몬드
- 일하는 세포(애니맥스) - 적혈구 후배(NT4201)
- 아이엠 스타 스타즈! - 오오조라 아카리(하늘)
- 아이엠 스타 온 퍼레이드! - 오오조라 아카리(하늘)
- 트랜스포머 어드벤처
- 안녕 자두야 시즌 3(SBS) - 누리
- 꼬꼬 수호대(디즈니+) - 캡틴 툴리
- 엄마 까투리 (EBS) - 양 선생님, 고순
- 헬로 카봇 젬(SBS) - 톡시젬
- 문걸과 데빌 다이노소어(디즈니+) - 케이시
- 디지몬 어드벤처:(대원방송) - 로제몬, 버드몬, 선플라우몬, 스완몬
- 디지몬 고스트 게임(재능TV) - 선플라우몬, 프리지몬

### 극장용 애니메이션
- 극장판 요괴워치: 탄생의 비밀이다냥! - 불노아씨
- 극장판 요괴워치: 염라대왕과 5개의 이야기다냥! - 민성
- 극장판 요괴워치: 하늘을 나는 고래와 더블세계다냥! - 미나
- 명탐정 코난: 화염의 해바라기 - 여자 아나운서
- 짱구는 못말려 극장판: 습격!! 외계인 덩덩이 - 캐슬러
- 신비아파트: 금빛 도깨비와 비밀의 동굴 - 분식집 아줌마
- 굴뚝마을의 푸펠 - 도로시 / 클레어
- 온워드: 단 하루의 기적 - 듀드롭
- 엔칸토: 마법의 세계 - 루이사 마드리갈
- 미니언즈 2 - 벨바톰
- 스트레인지 월드 - 메리디언 클레이드
- 더 퍼스트 슬램덩크 - 어린 송태섭
- 엘리멘탈 - 앰버
- 위시 - 달리아
- 런닝맨: 리벤져스 - 울라불라
- 퇴마록 - 준후 / 도혜스님

### 게임 더빙
- 메이플스토리2 - 남성 소울 바인더
- 사이퍼즈 - 레오노르
- 나와 그녀와 그녀와 그녀의 불건전한 관계 - 유유유
- 던전 앤 파이터 - 딸기코 델라
- 리그 오브 레전드 - 릴리아
- 라이브러리 오브 루이나 - 게부라,칼리
- 원신 - 벤티
- 쿠키런:킹덤 - 뇌신무장 쿠키

### 드라마 CD 더빙
- 나는 이세계가 싫다 - 세린

### 외화 더빙
- 레드 노티스 (넷플릭스) - 비숍(갤 가돗)
- 무파사: 라이온 킹 - 주니아
- 완다비전 - 모니카 램보(테요나 패리스)

### 특촬물 더빙
- 미라클 멜로디 (투니버스) - 클래시코, 루돌프
- 퓨어엔젤 미라클 매직 (투니버스) - 코코냥, 피치 엄마

## OST
- 카드캡터 사쿠라 오프닝2 문을 열고서, 엔딩 Groovy!
- 요괴워치음표 엔딩 요괴체조 1번 이이서~!
- 뱀파이어 소녀 달자 오프닝 [내 짝꿍은 뱀파이어]
- 꼬마공룡 크앙 오프닝
- 크앙과 게임해요 오프닝

## 기타
- 원신 게임 캐릭터 중 벤티의 성우지만, 원신을 하지 않는다고 한다.
- 토막 살인 범죄자와 동명이인인 이유 때문에 오해를 받고 고생했었다고 하지만, 그 범죄자와 절대 관련 없다.